# Dras (Shingo)
Der Dras ist ein etwa 90 km langer rechter Nebenfluss des Shingo im indischen Unionsterritorium Ladakh.

## Verlauf
Der Dras entspringt im Himalaya nördlich des Zoji-La-Passes. Er wird von mehreren Gletschern, darunter dem Machoi-Gletscher, gespeist.
Die Fernstraße Srinagar–Leh trifft östlich des Zoji-La-Passes auf das Flusstal des Dras und folgt dem Flusslauf. Der Dras fließt in überwiegend nordöstlicher Richtung durch das Gebirge. Er passiert die gleichnamige Ortschaft Dras. Der Dras mündet schließlich  westlich des Distrikthauptorts Kargil in den Shingo, ein linker Nebenfluss des oberen Indus.